# 巴黎索邦-西岱大学
巴黎索邦-西岱大学（法語：Université Sorbonne-Paris-Cité）建于2010年，是法国巴黎的一个大学与院校共同体，成员包括巴黎和塞纳-圣但尼省的八所学校和五个研究机构。学校于2020年1月1日解散，原成员将在巴黎索邦-西岱联盟的组织下活动。

## 成员

### 高等教育研究机构
- 法国公共卫生高级研究学校（法语：École des hautes études en santé publique）
- 法国国立东方语言文化学院
- 巴黎政治学院
- 巴黎三大（新索邦）
- 巴黎西岱大学（原巴黎地球物理研究院、巴黎五大、巴黎七大于2019年合併）
- 巴黎十三大
- 人类科学基金会（法语：Fondation Maison des sciences de l'homme）

### 国家研究中心
- 法国国家科学研究中心
- 法国国家人口研究院（法语：Institut national d'études démographiques）
- 法国国家信息与自动化研究所
- 法国国家卫生医疗研究中心（法语：Institut national de la santé et de la recherche médicale）
- 法国国家发展研究中心（法语：Institut de recherche pour le développement）[3]